# Nikolai Alexeev

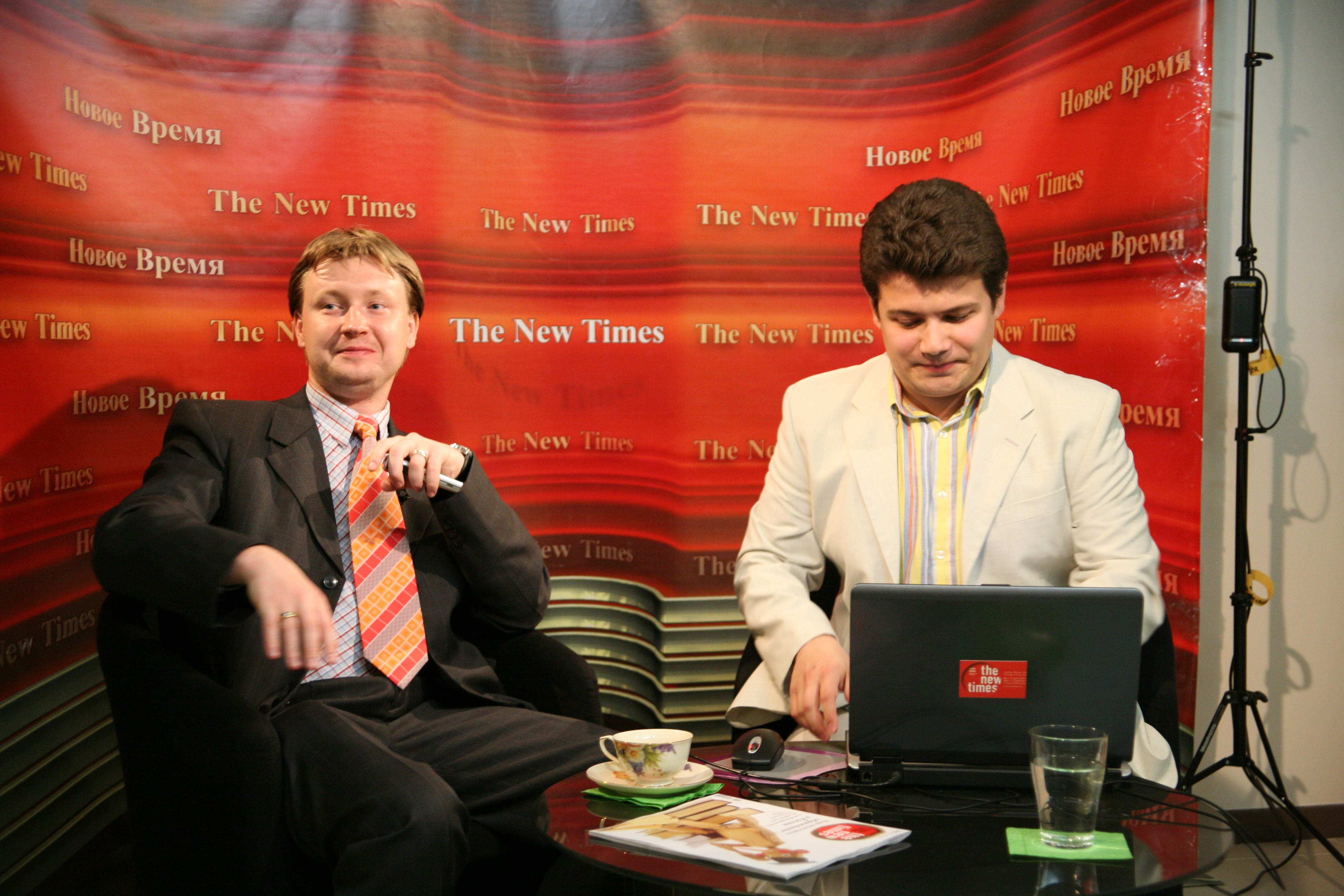
Nikolai Alekseev (à esquerda) durante uma entrevista com o New Times depois da terceira Moscow Pride, (2 junho 2008)

Nikolai Alexandrovich Alexeev (também escrito como Alekseyev, Alekseev e Alexeev, em russo:  Никола́й Алекса́ндрович Алексе́ев), nascido em Moscou, União Soviética em 23 de dezembro de 1977) é um activita russo pelos direitos LGBT, além de ser advogado e jornalista.
Em 21 de outubro de 2010 Nikolai Alexeev venceu o primeiro caso no Tribunal Europeu dos Direitos Humanos de LGBT por violações dos direitos humanos na Rússia. O tribunal, com sede em Estrasburgo decidiu por unanimidade que, proibindo três Moscow Prides, em 2006, 2007 e 2008, a Rússia violou três artigos da Convenção Europeia dos Direitos Humanos.
Em janeiro de 2011 governo russo pediu ao Tribunal a remessa do processo para re-análise no Supremo Tribunal. Em 11 abril de 2011 os cinco juízes do Tribunal negaram provimento ao recurso da Rússia e o veredicto sobre ilegalidade da proibição pelo governo russo do Moscow Pride entrou em vigor no mesmo dia.
Desde 2005 Nikolai Alexeev é conhecido como o fundador e principal organizador da Moscow Pride, e que é proibida oficialmente, ano após ano pelas autoridades da cidade. Juntamente com outros militantes, Nikolai Alexeev tentou organizar um grande número de ações públicas para defender os direitos das minorias sexuais na Rússia. Durante cinco anos, nenhuma das manifestações públicas que ele e seus colegas ativistas pediram permissão para fazer foi autorizada pelas autoridades russas. Em 1 de Outubro de 2010, pela primeira vez foi autorizado se organizar um piquete em Moscou com o objetivo de pedir o boicote econômico da "Swiss Air Lines"devido ao seu papel na prisão de Nikolai no aeroporto de "Domodedovo" em Moscou no dia 15 setembro de 2010.
Nikolai Alexeev é um dos principais oponentes ideológicos do ex-prefeito de Moscou Yuri Luzhkov, que chamou as paradas gays de "satânicos encontros" e os participantes de tais eventos como "bichas". Ele também chamou os gays de armas distruição em massa do Ocidente e de responsáveis pela epidemia de HIV em Moscou.
Durante sua vida no ativismo Nikolai Alexeev foi preso seis vezes pela polícia, por organizar e participar em eventos públicos não sancionados em Moscou: em 27 de maio de 2006 durante o primeiro Moscow Pride, em 27 maio de 2007 durante o segundo Moscow Pride, em 2 de dezembro de 2007, em 16 de Maio de 2009, durante a quarta tentativa do Moscow Pride, em 21 de setembro próximo ao prédio da Prefeitura de Moscou por exigir a renúncia do prefeito de Moscou, e em 12 de outubro, enquanto participava de uma manifestação.
Ele também já produziu diversos documentários sobre seu activismo.

## Boicote aos Jogos Olímpicos de Inverno de 2014

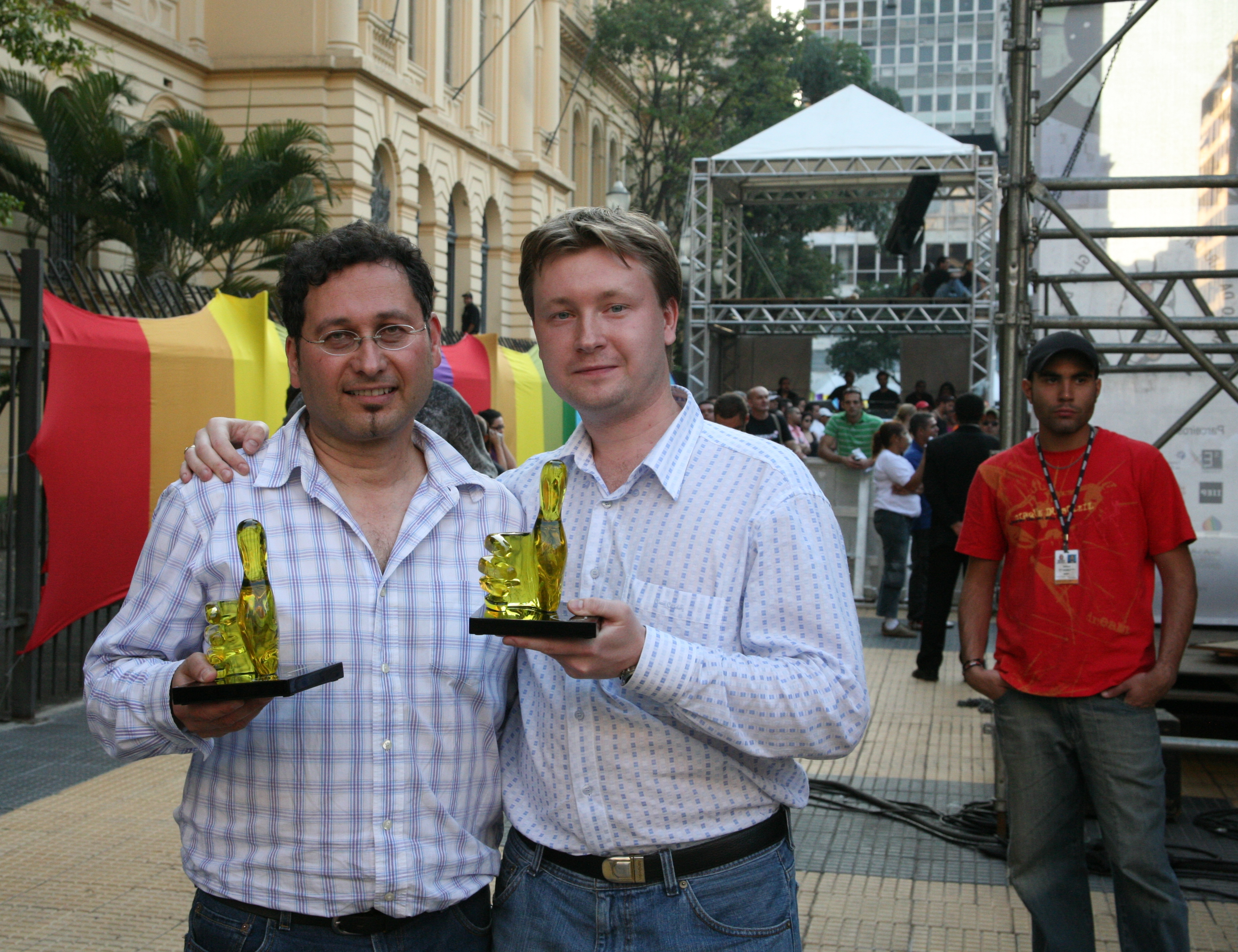
Nikolay Alexeev e Jerry Levinson recebendo o premio em the São Paulo, maio de 2008.

Embora várias violações tenham sido comprovadas, Nikolai Alexeev, um dos mais conhecidos ativistas pelos direitos humanos do país, denunciou supostas falsificações veiculadas pela mídia a respeito dos direitos humanos na Rússia, afirmando que "detesta o Ocidente tanto quanto Putin". Com as ameaças de boicote aos Jogos Olímpicos de Sochi, Alexeev se pôs contra a "histeria recente dos ocidentais em torno dos direitos das minorias sexuais na Rússia e nos Jogos." Quando foi sugerido por um usuário do Twitter que o Ocidente estaria cooperando no combate à opressão na Rússia, ele respondeu "Eu não sinto nenhuma opressão. Estou agora mesmo em Moscou e não há sinal algum de opressão contra gays por aqui".
Em uma entrevista televisionada, Alexeev opinou que a mídia ocidental estava exagerando ao comentar sobre os perigos enfrentados por minorias sexuais na Rússia: "O que está acontecendo com as Olimpíadas está tornando este tema absurdo. Na realidade, não há nenhum tipo de perseguição aqui relacionado com aqueles sobre os quais a mídia ocidental comenta." 
Durante anos, Alexeev tem sido visto em todos os lugares no noticiário ocidental, descrevendo sobre a péssima situação  dos LGBT russos sob Putin, ele  disse à agência France Presse "A histeria homofóbica está sendo cada vez mais promovida na Rússia". Em uma  entrevista com a CBC Television, informou que os ativistas gays tem sido brutalmente detidos pela polícia, recentemente, no início de agosto, enviou textos de apoio a Lady Gaga - "Lady Gaga já disse tudo. O governo russo é criminoso"- e para a Associated Press citou que os legisladores russos "irão acabar queimando todos nós".
Agora Alexeev mudou o tom. Não mais está dizendo que a homofobia russa havia atingido proporções histéricas, de repente, é a reação ocidental que é histérica. Ele gabava-se continuamente das suas muitas entrevistas nos meios de comunicação ocidentais e construiu grande parte de sua carreira graças a elas, agora critica esses mesmos meios de comunicação ocidentais, de fato uma mudança notável. Não se sabe com certeza o que aconteceu. Talvez Alexeev foi ameaçado, ou talvez ele foi simplesmente comprado. Com certeza ele foi comprado.